# Crocidura eisentrauti
Crocidura eisentrauti är en däggdjursart som beskrevs av Heim de Balsac 1957. Crocidura eisentrauti ingår i släktet Crocidura och familjen näbbmöss. Inga underarter finns listade i Catalogue of Life.

## Utseende
Vuxna exemplar är 68 till 78 mm långa (huvud och bål), har en 53 till 62 mm lång svans och väger 8 till 11 g. De har 11 till 14 mm långa bakfötter och 6 till 10 mm stora öron. Håren på ovansidan är gråa nära roten och brunaktiga vid spetsen vad som ger ett brunt till rödbrunt utseende. Undersidan är täckt av ljusare gråbrun päls. Den främre delen av de mörka öronen är ofta gömd i pälsen. Svansen har en brun ovansida och en ljusbrun till vit undersida. Crocidura eisentrauti har små övre framtänder som liknar en krok i formen.

## Utbredning och ekologi
Denna näbbmus förekommer på vulkanen Kamerun i landet med samma namn. Den vistas i regioner som ligger 2000 till 3000 meter över havet. Crocidura eisentrauti lever på bergsängar fram till höjden där växtligheten upphör. Dräktiga honor med två och tre embryon upphittades.

## Hot
Antagligen påverkas denna näbbmus av vulkaniska aktiviteter. Vulkanen hade året 2000 och året 2012 utbrott. IUCN kategoriserar arten globalt som sårbar.